# Когда я уйду
«Когда́ я уйду́» — песня Аллы Пугачёвой на стихи Ильи Резника. Появилась в репертуаре певицы в 1979 году, а впервые официально издана была лишь в 1987 году на её девятом студийном альбоме «Пришла и говорю». Пугачёва исполняла её только на концертах и ни разу не исполнила на телевидении (если не считать транслируемые по ТВ записи концертов).

## История создания
Когда я уйду далеко-далеко
Не мучаясь и не тревожась,
Быть может, вздохнёт кто-то очень легко,
А кто-то заплачет, быть может.
Умчится мой поезд, на стыках звеня,
Умолкнут былые оркестры.
И тот, кто родится позднее меня,
На сцене займёт это место.
Согласно воспоминаниям Ильи Резника, текст будущей песни родился в день его отъезда из Москвы в Ленинград, где он в то время проживал. Он направлялся в Театр эстрады, где проходили сольные концерты Пугачёвой и по дороге в такси написал стихи будущей песни. После концерта он показал их Пугачёвой, однако та, по его словам, не восприняла их должным образом и всерьёз. А через два дня, когда Резник был уже в Ленинграде, Пугачёва позвонила ему и сообщила, что написала музыку к его стихам.

## Исполнения в концертах
Впервые «Когда я уйду» Пугачёва начала исполнять на концертах в Театре эстрады в октябре 1979 года (концертная программа «Женщина, которая поёт»). Затем в течение 1980 и начала 1981 гг. песня исполнялась в „обновлённой“ концертной программе, которая не имела строго определённого названия и являлась неким переходным этапом между двумя концертными программами певицы: «Женщина, которая поёт» (1978—1979) и «Монологи певицы» (1981—1983). Поначалу Пугачёва исполняла её в начале концерта (в частности, на концертах для гостей «Олимпиады-80» в июле 1980 года), однако с осени 1980 года песня сместилась в конец концерта. Этой песней, а также написанной в то время «Уходя — уходи» Пугачёва стала завершать свои сольные концерты. До этого „завершающей“ песней была «Женщина, которая поёт».
10 ноября 1980 года Пугачёва исполнила «Когда я уйду» на концерте ко Дню советской милиции в Колонном зале Дома Союзов. Этот концерт транслировали по Первой программе Центрального телевидения в прямом эфире на весь Советский Союз.
В концертной программе «Монологи певицы» в течение 1981 — 1983 гг. песню «Когда я уйду» Пугачёва не исполняла, однако известно исполнение этой песни в творческих вечерах Ильи Резника в Театре эстрады в феврале-январе 1982 года.
В 1984 году Пугачёва включила «Когда я уйду» в концертную программу «Пришла и говорю». Она сделала её „завершающей“ песней концерта, исполняя её, как правило, самой последней вместе с «Песней на бис». Сама она во время исполнения этой песни надевала пышную накидку вместо привычного балахона. В первой половине 1985 года в общем-трек-листе сольных концертов Пугачёвой «Когда я уйду» сместилась к середине, а потом и к началу концертов, и тем самым перестала быть „завершающей“ песней в выступлениях. А во второй половине 1985 года Пугачёва практически перестала исполнять её на сольных концертах.
В 1987 году после «Прибалтийского» скандала Пугачёва вновь возобновила «Когда я уйду» в своих сольных концертах. Песня продержалась в репертуаре до лета 1989 года, когда была создана концертная программа «Молодые молодым». В апреле 1988 и апреле 1995 гг. Пугачёва исполняла эту песню в творческих вечерах Ильи Резника.
В 1998 году Пугачёва включила «Когда я уйду» в концертную программу «Избранное» и исполняла на протяжении всего тура. После 1998 года эту песню Пугачёва в сольных концертах не пела. В апреле 2003 года певица исполняла «Когда я уйду» в творческих вечерах Ильи Резника.

## Студийные записи
Известно две студийных записи этой песни:
1. Версия 1980 года. Никогда не издавалась, а только звучала по радио в 1980 году.
2. Версия 1984 года. Записана на тон-студии к/ст «Мосфильм». Звучала в фильме «Пришла и говорю» (1985 год), затем была издана на одноимённом альбоме 1987 года[4][5].

Участники записи 1984 года:
- Вокал — Алла Пугачёва
- Инструментальная часть — Симфонический оркестр Госкино СССР. Дирижёр Руслан Горобец
- Аранжировка — Руслан Горобец

## Издания
Песня должна была войти в пятый студийный альбом Аллы Пугачёвой «Как тревожен этот путь» (1981, изд. 1982). Однако в этот альбом песня так и не попала и впервые была издана в девятом студийном альбоме «Пришла и говорю» в 1987 году, который явился «запоздалым» саундтреком к одноимённому фильму 1985 года.
В том же самом, 1987 году песня «Когда я уйду» была включена в авторскую пластинку «Вернисаж. Песни на стихи Ильи Резника»
В 1996 году была включена в «Коллекцию» Аллы Пугачёвой, состоящую из 13 CD-дисков (вошла во 2-й CD-диск «Ах, как хочется жить!»).

## Саундтрек
Песня задумывалась для кинофильма «Рецитал» (реж. Александр Стефанович), в котором Алла Пугачёва должна была сыграть главную роль — певицу, теряющую голос. Однако на начальном этапе производство картины остановили, Пугачёву отстранили от съёмок и в фильме она так и не сыграла. С изменённым сценарием, другими песнями и с Софией Ротару в главной роли фильм вышел в кинопрокат 1982 году под названием «Душа».
В 1985 году песня вошла в фильм-ревю «Пришла и говорю». Также как и в одноимённой концертной программе, песня в фильме является заключительной. Песня звучит за кадром, а фоном идут следующие сцены: Пугачёва после концерта сидит на зрительской трибуне опустевшего ереванского стадиона «Раздан». Вокруг на сидениях разбросаны плакаты поклонников. Затем она встаёт и направляется вниз к стадиону. Далее эти кадры обрываются кадрами с концерта в СК «Олимпийский», а после них вновь показывают кадры со стадиона, как Пугачёва бежит в сторону камеры по беговой дорожке. В самом конце показывают документальные кадры после концерта в Вильнюсе в апреле 1984 года: Пугачёва через служебный вход Дворца спорта выходит на улицу и её осаждает собравшаяся толпа поклонников. Она прощается с ними и машет им рукой, затем садится в машину. Из-за толпы поклонников, рвущейся к певице, машине с трудом, не без помощи милиции удаётся уехать.

## Популярность
Песня никогда не пользовалась большой популярностью у зрителей, однако в 1980 — нач. 1981 гг. она находилась в ротации Всесоюзного радио и несколько раз попала в песенный хит-парад «Песня месяца» рубрики «Звуковая дорожка» по опросам газеты «Московский комсомолец»:

Август 1980 — 7 место.

Сентябрь 1980 — 3 место. Наивысшая позиция.

Октябрь 1980 — 4 место.

Ноябрь 1980 — 4 место.

Декабрь 1980 — 11 место.

Итоговый хит-парад 1980 года («Песня года») — 9 место.

Январь 1981 — 14 место.

## Кавер-версии
- 2011 — Роман Веремейчик — телешоу «X-Фактор» (телеканал «СТБ», эфир 10 декабря 2011)[15]
- 2013 — Наталья Могилевская — телешоу «Як дві краплі», полуфинал (телеканал «Украина», эфир 15 декабря 2013)[16]
- 2013 — Наргиз Закирова — телешоу «Голос», полуфинал («Первый канал», эфир 20 декабря 2013)[17]

### Комментарии
1. ↑  Представлен фрагмент текста с целью ознакомления и для узнаваемости песни. Текст защищён законами об авторском праве и не может быть опубликован целиком.